# Metastabilità
La metastabilità è una condizione di equilibrio che non corrisponde a un minimo assoluto di energia che caratterizza un sistema stabile. 
Un sistema metastabile perdura in condizione di equilibrio fintanto che non viene fornito al sistema un quantitativo sufficiente di energia che lo porta a una nuova condizione, metastabile o stabile.

## Caratteristiche
La condizione di metastabilità corrisponde ad un minimo relativo (locale) di energia, mentre la stabilità a un minimo assoluto (globale) di energia e l'instabilità a tutti gli altri punti stazionari (massimi, flessi, selle) dell'energia.
La differenza tra equilibrio metastabile e stabile è che nel secondo la stabilità viene mantenuta nel tempo, anche se il sistema subisce forti sollecitazioni. Anche la metastabilità può essere mantenuta, ma se il sistema subisce sollecitazioni sufficientemente grandi la condizione di equilibrio si perde a favore di un'altra condizione di equilibrio, metastabile o stabile (al contrario, nell'equilibrio instabile la stabilità non viene mantenuta nel tempo poiché una sollecitazione anche minima porta il sistema a una condizione di equilibrio). La condizione di equilibrio metastabile è detta anche quasi-stabile, poco-stabile, debolmente-stabile o localmente-stabile.

## Esempio meccanico

Il grafico descrive in modo intuitivo gli stati di equilibrio stabile, metastabile e instabile di una biglia posta idealmente su una superficie ondulata. Osserviamo che quando la biglia si trova sulle creste 2 e 4, è sufficiente un'impercettibile spinta per farla cadere o alla sua destra o alla sua sinistra ed è quindi in uno stato di equilibrio instabile. Quando essa si trova nell'avvallamento 1, è in una condizione di equilibrio detta metastabile, perché se forniamo energia alla biglia spingendola, essa ritornerà nella sua posizione di equilibrio, ma se la spinta è sufficientemente energetica essa supererà la cresta 2 e finirà in una condizione di nuovo equilibrio ad un'energia più bassa, e cioè nell'avvallamento 3. La biglia nell'avvallamento 3 avrà nuovamente una condizione di equilibrio metastabile, perché anch'essa è relativamente stabile, ma potrebbe finire nell'avvallamento 5 precludendosi così la possibilità di tornare nella condizione di equilibrio precedente a più alta energia. La biglia nell'avvallamento 5 è invece in condizioni di equilibrio stabile perché non può cadere verso stati di energia più bassi.

Il concetto di equilibrio metastabile viene spesso spiegato attraverso un'analogia meccanica. Si ipotizzi di disporre di una biglia e di una superficie ondulata, formata da avvallamenti e creste e supponendo che le creste abbiano una zona in cui è concesso alla biglia di fermarsi, ossia una zona di minimo locale o "piccolo minimo". Posando la biglia su tale superficie ondulata essa si muoverà fino a raggiungere una condizione di equilibrio. Possono verificarsi due casi: la biglia si arresta negli avvallamenti o rimane in equilibrio su una delle creste. Nel primo caso si parla di equilibrio stabile, poiché il punto di arresto della biglia corrisponde ad un punto di minimo di quota, e quindi di energia potenziale. Se si perturba il sistema fornendo un piccolo quantitativo di energia dall'esterno (ad esempio toccando la biglia), questo tende a riportarsi nella condizione di partenza. Viceversa, nel caso in cui la biglia rimanga in equilibrio su una cresta, fornendo una quantità (non troppo piccola) di energia al sistema questo evolve in modo irreversibile. La biglia cade e si porta in una condizione di equilibrio differente. Questa seconda condizione è detta di equilibrio metastabile.

## Metallurgia
In metallurgia il termine metastabile si riferisce spesso a soluzioni solide caratterizzate da elevata stabilità come gli acciai (leghe ferro carbonio). La metastabilità di una soluzione solida caratterizza strutture che possono rimanere inalterate per milioni di anni anche fornendo al sistema un quantitativo elevato di energia. Gli acciai a temperatura ambiente hanno una struttura metastabile composta da cementite e ferro definita perlite. La metastabilità quindi non deve essere vista, in questo campo, come un concetto di "equilibrio non stabile" ma come una condizione di non equilibrio che può esistere e mantenersi stabile anche in condizione di stimoli ambientali più o meno significativi.